# Tipula agarici
Tipula agarici är en tvåvingeart som först beskrevs av Charles Joseph de Villers 1789.  Tipula agarici ingår i släktet Tipula och familjen svampmyggor.
Artens utbredningsområde är Sverige. Inga underarter finns listade i Catalogue of Life.